# لوئی نهم
لوئی نهم (۲۵ آوریل ۱۲۱۴–۲۵ اوت ۱۲۷۰)، معروف به سن لوئی یا لوئی مقدس، از سال ۱۲۲۶ تا ۱۲۷۰ پادشاه فرانسه بود. لوئی ۱۲ ساله بود که به دنبال مرگ پدرش لوئی هشتم در کلیسای جامع رنس تاجگذاری کرد. مادرش، بلانش کاستیا تا وقتی که به بلوغ رسید، به عنوان نایب السلطنه سلطنت می‌کرد و سپس تا زمان مرگ، مشاور ارزشمند وی باقی ماند. در دوران کودکی لوئی، بلانش با مخالفت خائنان شورشی مقابله کرد و در جنگ صلیبی کاتاری، که ۲۰ سال قبل آغاز شده بود، پیروزی قطعی به دست آورد.
در بزرگسالی، لوئی نهم با برخی از قدرتمندترین اشراف قلمروی خود مانند هیو پنجم لوسیانان و پیتر دروکس، دوک بریتانی با درگیری‌های مکرر روبرو شد. همزمان، هنری سوم، پادشاه انگلستان سعی در احیای تصرفات قاره‌ای آنژوین داشت، اما بلافاصله در نبرد تیلبورگ دچار شکست شد. لوئی چندین استان، به ویژه بخش‌هایی از آکوتین، ماین و پروانس را ضمیمه قلمروی خود کرد.
لوئی نهم یکی از برجسته‌ترین پادشاهان اروپایی قرون وسطی است. از دوران سلطنت وی به عنوان دوره طلایی قرون وسطایی یاد می‌شود که در آن پادشاهی فرانسه به یک اوج اقتصادی و همچنین سیاسی رسیده است. حاکمان اروپایی دیگر او را نه تنها به خاطر سرآمد بودن در اسلحه یا ثروت بی‌بدیل پادشاهی‌اش، بلکه همچنین به خاطر شهرت انصاف و صداقت اخلاقی وی بسیار گرامی می‌داشتند: اغلب از او خواسته می‌شد در اختلافات، میانجیگری نماید.
وی اصلاح طلب بود و عدالت سلطنتی فرانسه را توسعه داد، که در آن پادشاه، عالی‌ترین مقام قضایی بود و از نظر تئوری هر کسی می‌توانست برای اصلاح حکم قاضی درخواست تجدید نظر کند. وی محاکمه با آزمایش را تحریم کرد، سعی کرد به آفت جنگ‌های خصوصی پایان دهد و اصل برائت را در آیین دادرسی کیفری وارد کرد. لوئی نهم برای اجرای سیستم جدید حقوقی خود پلیس نظامی و دادسرا را ایجاد کرد.
لوئی نهم با احترام به نذری که هنگام دعا برای بهبودی در هنگام یک بیماری جدی داده بود، جنگهای صلیبی هفتم و هشتم را علیه ایوبیان، ممالیک و پادشاهی حفصیان آغاز کرد. او در ابتدا اسیر شد و برای آزادی باج پرداخت، و در طی آخرین مورد از اسهال خونی درگذشت. پسرش فیلیپ سوم جانشین وی شد.
ستایشگران وی در طول قرن‌ها لوئی نهم را به عنوان حاکم ایده‌آل مسیحی قلمداد کرده‌اند، اگرچه معاصران گهگاهی او را به عنوان پادشاه راهب سرزنش می‌کردند.به نظر او الهام گرفته از تعصب مسیحی غیرت و از خود گذشتگی کاتولیک است. با ارزش گذاری برای کلیسای کاتولیک، قوانین او کفر گویی را با مثله کردن زبان و لبها مجازات کرد، و او دستور سوزاندن حدود دوازده‌هزار نسخه دست‌نویس تلمود و سایر کتابهای یهودی را صادر کرد.
وی تنها پادشاه فرانسه می‌باشد که تقدیس شده است، و در نتیجه مکان‌های زیادی به نام وی وجود دارد.

## اوایل زندگی
لوئی در ۲۵ آوریل ۱۲۱۴ در پوآسی، در نزدیکی پاریس به دنیا آمد. وی فرزند لوئی شیر و بلانش کاستیا بود. پدربزرگ پدری‌اش فیلیپ دوم، پادشاه فرانسه بود، در حالی که پدربزرگ مادرش‌اش آلفونسوی هشتم، پادشاه کاستیا بود. مربیان انتخاب شده توسط بلانش بیشتر از آنچه را که انتظار می‌رفت یک پادشاه بداند به او آموختند - لاتین، سخنرانی در جمع، نویسندگی، هنرهای نظامی و دولت. او نه ساله بود که پدربزرگش فیلیپ دوم درگذشت و پدرش به عنوان لوئی هشتم به پادشاهی رسید.
لوئی ۱۲ ساله بود که پدرش در ۸ نوامبر ۱۲۲۶ درگذشت. وی در طی یک ماه در کلیسای جامع رنس تاجگذاری کرد. به دلیل کم سن و سال بودن لوئی، مادر او به عنوان نایب السلطنه، فرانسه را اداره می‌کرد. مادر لوئی او را به عنوان یک رهبر بزرگ و یک مسیحی خوب، تربیت کرد. او می‌گفت:
من تو را دوست دارم پسر عزیزم، به همان اندازه که یک مادر می‌تواند فرزندش را دوست داشته باشد؛ اما ترجیح می‌دهم تو را در پای خودم مرده ببینم تا اینکه هرگز مرتکب گناهی فانی بشوی.
برادر کوچکتر او شارل، کنت آنژو (۱۲۲۷–۱۲۸۵) شاه سیسیل شد. بدین ترتیب سلسله دودمان کاپتی آنژو تأسیس گردید.
هیچ تاریخی برای آغاز حکومت شخصی لوئی مشخص نشده است. معاصران وی سلطنت وی را به عنوان مشارکت بین شاه و مادرش می‌دانستند، اگرچه مورخان به‌طور کلی سال ۱۲۳۴ را سالی می‌دانند که لوئی شخصاً شروع به حکومت می‌کند و مادرش نقش مشاوره را بر عهده می‌گیرد. وی تا زمان مرگ در سال ۱۲۵۲ به شدت بر شاه تأثیر داشت.

## ازدواج
در ۲۷ مه ۱۲۳۴، لوئی با مارگارت پرووانسی (۱۲۲۱–۲۱ دسامبر ۱۲۹۵) ازدواج کرد. او روز بعد در کلیسای سن-دنی تاجگذاری کرد. ازدواج لوئی جنبه سیاسی داشت زیرا همسرش، خواهر النور بود که بعداً با هنری سوم، پادشاه انگلستان ازدواج کرد. تعصب دینی‌اش، او را به یک شریک مناسب برای شاه تبدیل کرد. او از همراهی او لذت می‌برد و خوشحال بود که کارهای عمومی زیادی را که در پاریس انجام می‌داد، هم برای دفاع و هم برای سلامتی، به او نشان داد. آنها از اسب‌سواری با هم، مطالعه و گوش دادن به موسیقی لذت می‌بردند. میزان توجه او به مارگارت حسادت مادرش را برانگیخت، او سعی داشت تا آنجا که می‌تواند زن و شوهر را از هم دور کند.

## جنگ صلیبی
وقتی لوئی ۱۵ ساله بود، مادرش به جنگ صلیبی کاتاری که از زمان پدرش آغاز شده بود پایان داد. وی توافق‌نامه‌ای را با کنت ریموند هفتم، کنت تولوز امضا کرده و او را از شر کاری که پدرش، ریموند ششم انجام داده بود، خلاص کرد.  ریموند ششم، کنت تولوز مظنون به قتل واعظی در مأموریت تبدیل جنگ صلیبی کاتاری شده بود.
لوئی دو جنگ صلیبی را آغاز کرد: در میانه سی‌سالگی در سال ۱۲۴۸ (جنگ صلیبی هفتم)، و سپس دوباره در میانه ۵۰ سالگی‌اش در سال ۱۲۷۰ (جنگ صلیبی هشتم).

### جنگ هفتم صلیبی

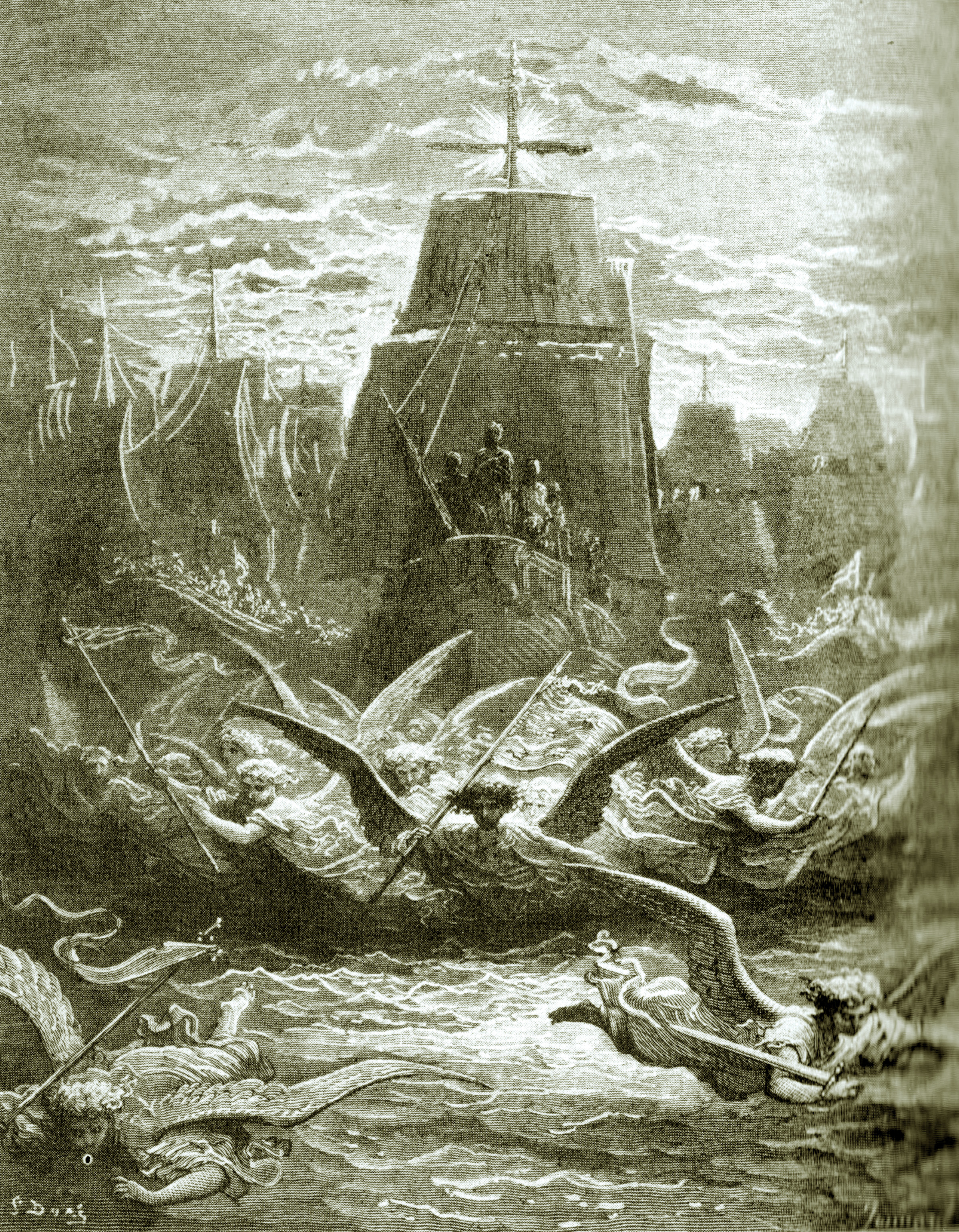
عزیمت لوئی نهم از ایگوس-مورتس برای شرکت در جنگ هفتم صلیبی (توسط گوستاو دوره)

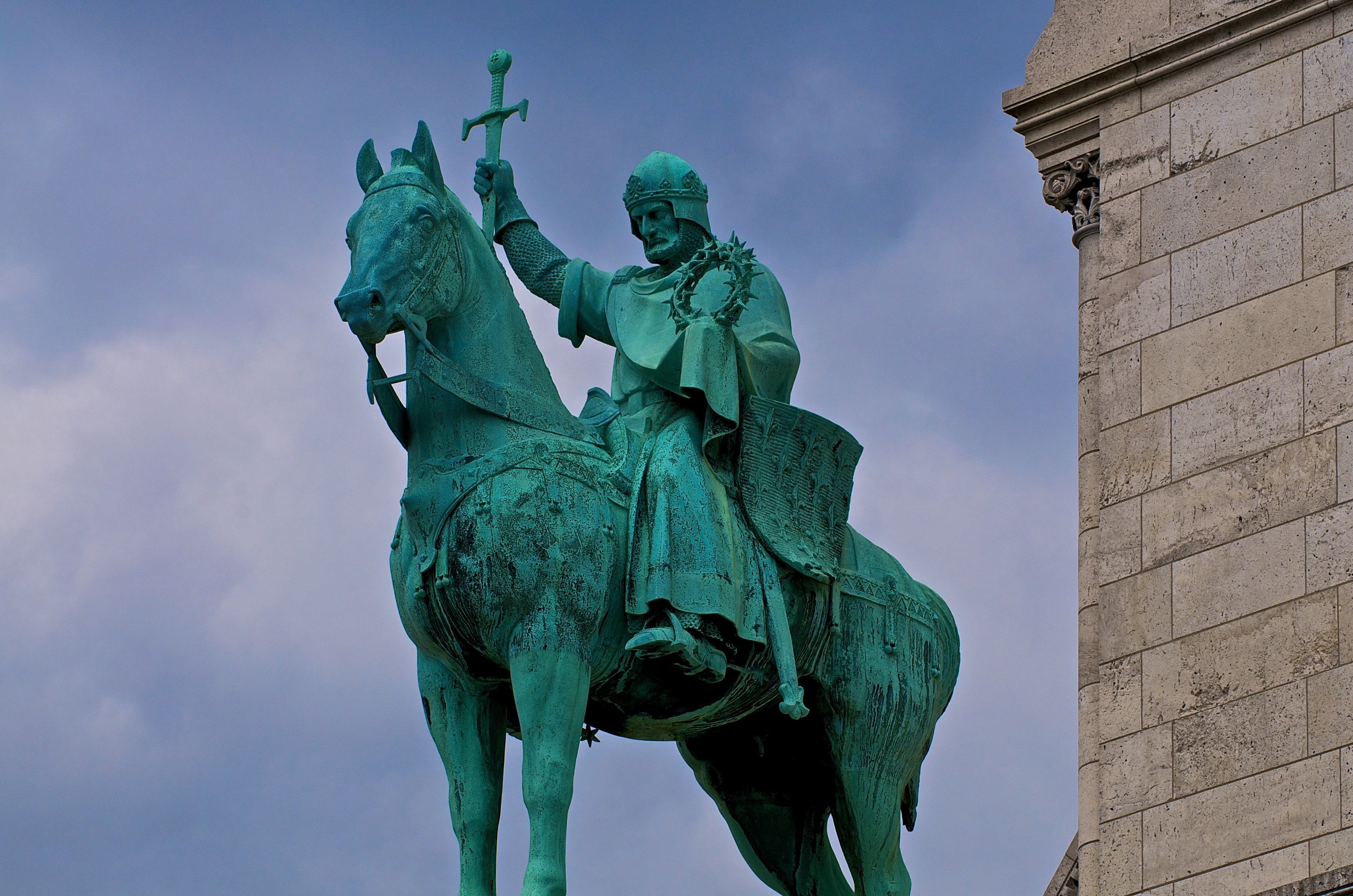
مجسمه سوارکاری سن لوئی در کلیسای سکره‌کر

در سال ۱۲۴۴ میلادی مملوک‌ها اورشلیم را تصرف کردند و لوئی نهم با آنان وارد جنگ صلیبی شد. لوئی نهم در سال ۱۲۴۸ میلادی پاریس را به قصد جنگ صلیبی در ارض مقدس ترک کرد. ابتدا به مصر لشکر کشید و تصمیم داشت بیت‌المقدس را که در سال ۱۲۴۴ میلادی از دست صلیبیون خارج شده بود، تصرف کند اما موفق نشد. لوئی و پیروانش در ۴ یا ۵ ژوئن ۱۲۴۹ به مصر رسیدند و با تصرف سریع بندر دمیاط کارزار خود را آغاز کردند. این حمله باعث ایجاد اخلال در امپراتوری مسلمان ایوبیان شد، به ویژه هنگامی که سلطان فعلی، الصالح ایوب در بستر مرگ بود. با این وجود، راهپیمایی اروپاییان از دمیاط به سمت قاهره از طریق دلتای رود نیل به آرامی پیش رفت. طغیان فصلی رود نیل و گرمای تابستان پیشرفت و پیگیری موفقیت خود را برای آنها غیرممکن کرد. در این زمان، سلطان ایوبی درگذشت و همسر سلطان شجره الدر یک تغییر قدرت ناگهانی را آغاز کرد که باعث ملکه شدن وی و در نهایت قدرت یافتن ارتش مصر یعنی مملوک‌ها شد.

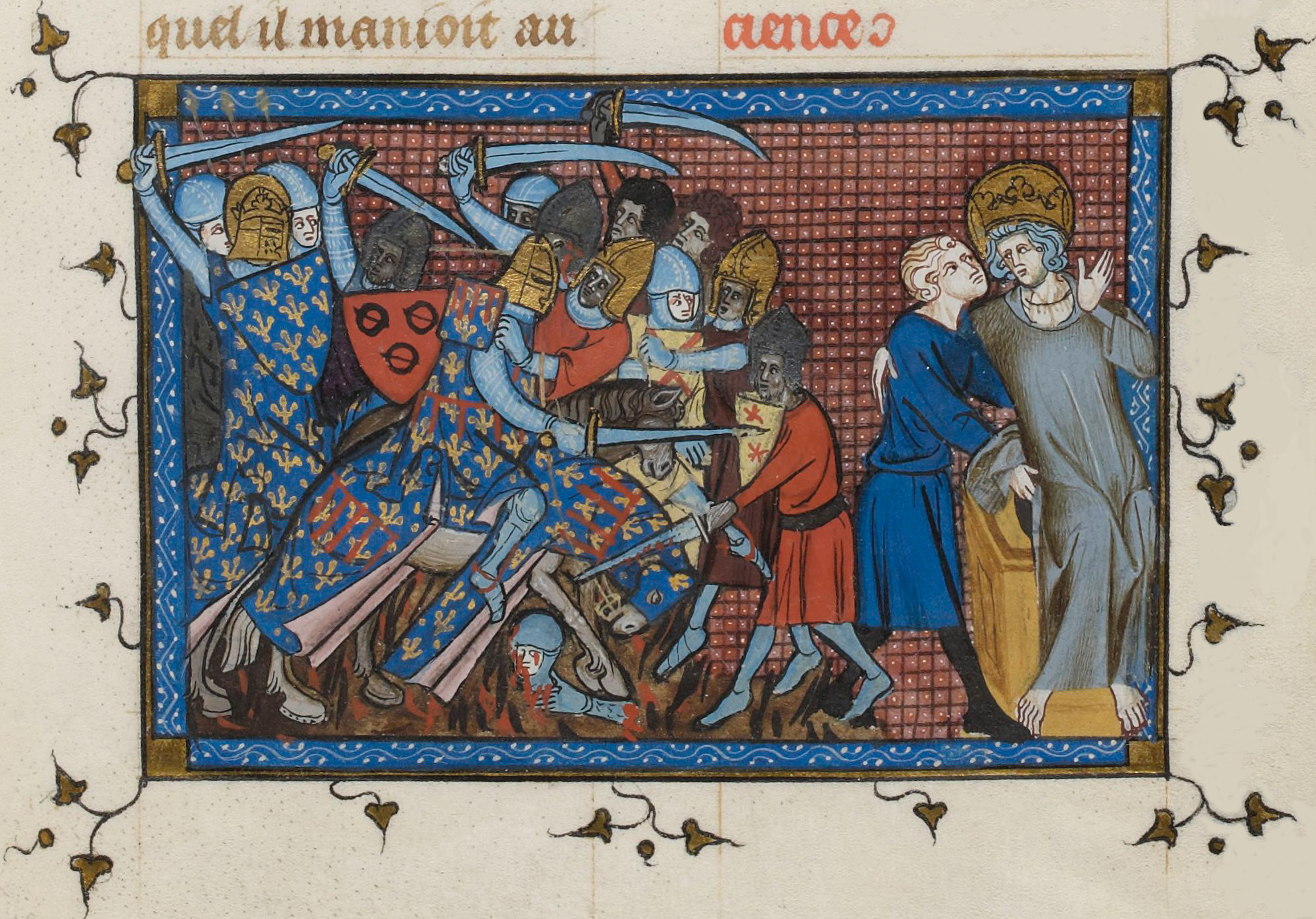
نگاره‌ای از نبرد المنصوره

در ۸ فوریه ۱۲۵۰ لوئی، سواره‌نظام ارتش خود را در نبرد المنصوره و در چنگ با بیبرس از دست داد و خود نیز بعد از شکست در نبرد فاریسکور توسط مصریان اسیر شد.

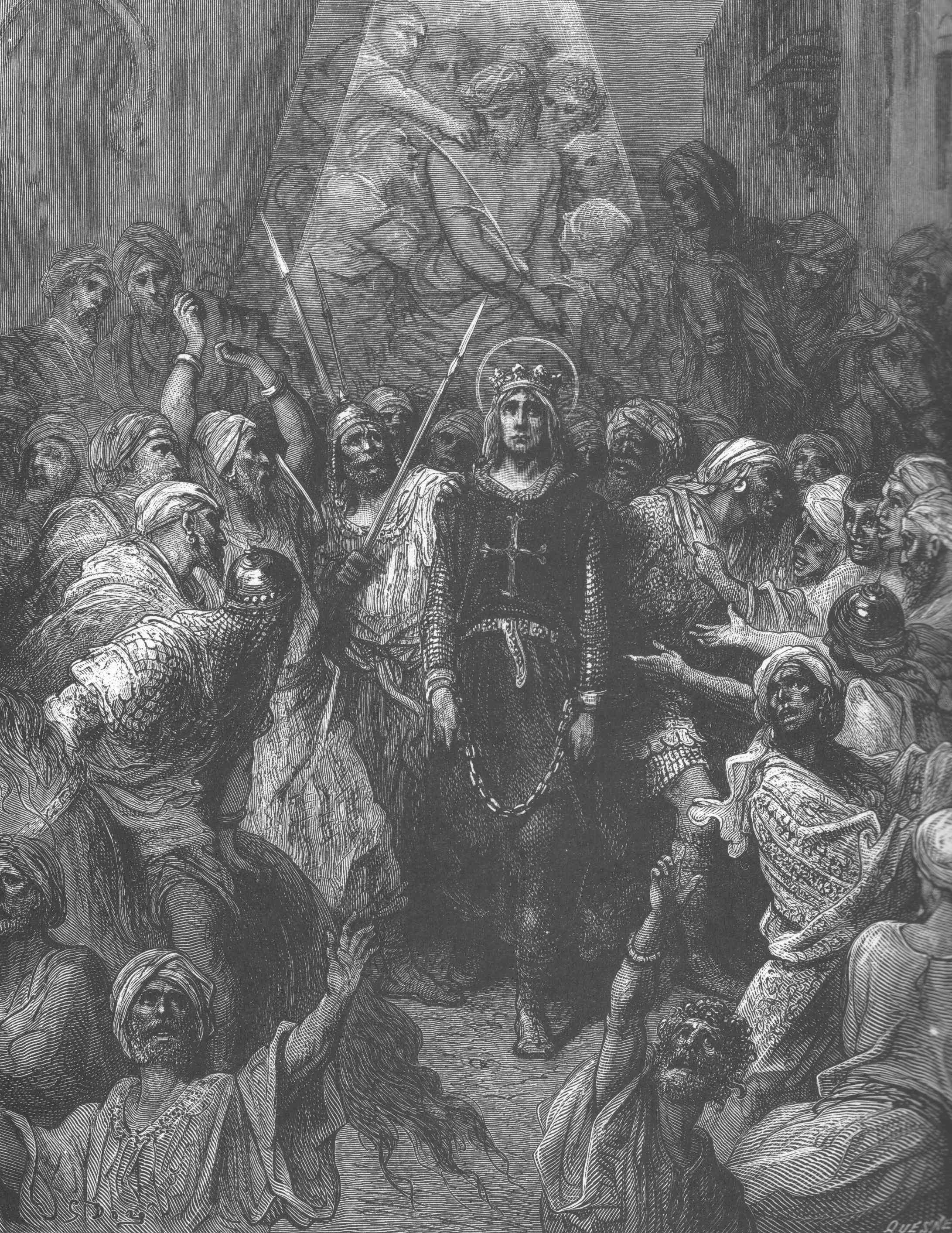
لوئی نهم در نبرد فاریسکور، در جریان جنگ صلیبی هفتم به اسارت درآمد. (اثر گوستاو دوره).

المعظم توران‌شاه حاکم ایوبی شرایط زیر را برای آزادی لوئی نهم تعیین کرد:
- در ازای آزادی لوئی، وی باید مبلغ ۵۰۰ هزار لیور تورناوی (معادل ۱ میلیون بیزنته) به ایوبیان بپردازد؛
- اکثر اسرای مسلمان در اختیار صلیبیون آزاد شوند؛
- بازپس دادن دمیاط به سلطان ایوبی؛
- و در نهایت این قرارداد صلح به مدت ۱۰ سال برقرار بماند.

آزادی وی سرانجام در ازای پرداخت دیه چهارصد هزار لیور تورناوی و تسلیم شهر دمیاط انجام شد. (در آن زمان درآمد سالانه فرانسه فقط حدود یک میلیون و دویست و پنجاه هزار لیور بود.

### چهار سال در پادشاهی‌های لاتین
پس از آزادی از اسارت مصر، راهی عکا شد که پس از فریدریش دوم از داشتن حکومت متمرکز محروم مانده بود. لوئی چهار سال را در پادشاهی‌های لاتین، عکا، قیساریه و یافا گذراند. وی از ثروت خود برای کمک به صلیبیون در بازسازی سازه‌های دفاعی خود استفاده کرد و دیپلماسی را با قدرت‌های اسلامی سوریه و مصر انجام داد. در بهار ۱۲۵۴، او و ارتش بازمانده‌اش پس از سامان دادن به وضع آنجا به فرانسه بازگشتند.

### برقراری رابطه دیپلماتیک با امپراتوری مغول
لوئی نامه‌ها و فرستادگان متعددی را با امپراتوری مغول آن دوره رد و بدل کرد. در طی اولین جنگ صلیبی خود در سال ۱۲۴۸، نمایندگانی از ایل‌چیکدای نویان، فرمانده نظامی مغول مستقر در ارمنستان و ایران، به نزد لوئی رفتند. ایل‌چیکدای نویان پیشنهاد کرده که لوئی نهم باید در مصر پیاده شده، در حالی که ایل‌چیکدای نویان به بغداد حمله کرده، تا مانع از پیوستن نیروهای کمکی مصر و سوریه شود. اما هیچ اقدامی از جانب دو طرف انجام نشد. لوئی، آندره لونژومویی کشیش دومینیکن را به عنوان فرستاده نزد خان بزرگ گیوک خان (حدود ۱۴۲۶–۱۴۴۸) در مغولستان فرستاد. گیوک خان قبل از رسیدن فرستاده دربار خود درگذشت، در عوض ملکه و اکنون نایب السلطنه گیوک، آغول قیمش محترمانه، پیشنهاد دیپلماتیک را رد کرد.
لوئی نهم نماینده دیگری را به دربار مغول اعزام کرد، ویلیام روبروک، که به دیدار خان بزرگ منگوقاآن (۱۲۵۱–۱۲۵۹) در مغولستان رفت. وی چندین سال را در دربار مغول گذراند. در سال ۱۲۵۹، برکه خان، حاکم اردوی زرین، غربی‌ترین قسمت امپراتوری مغول، خواستار تسلیم لوئی شد. در مقابل، امپراتوران مغول و برادر قوبلای خان، هلاکو خان ایلخانی، نامه‌ای به پادشاه فرانسه فرستادند و خواستار کمک نظامی وی شدند، اما این نامه هرگز به فرانسه نرسید.

### جنگ صلیبی هشتم

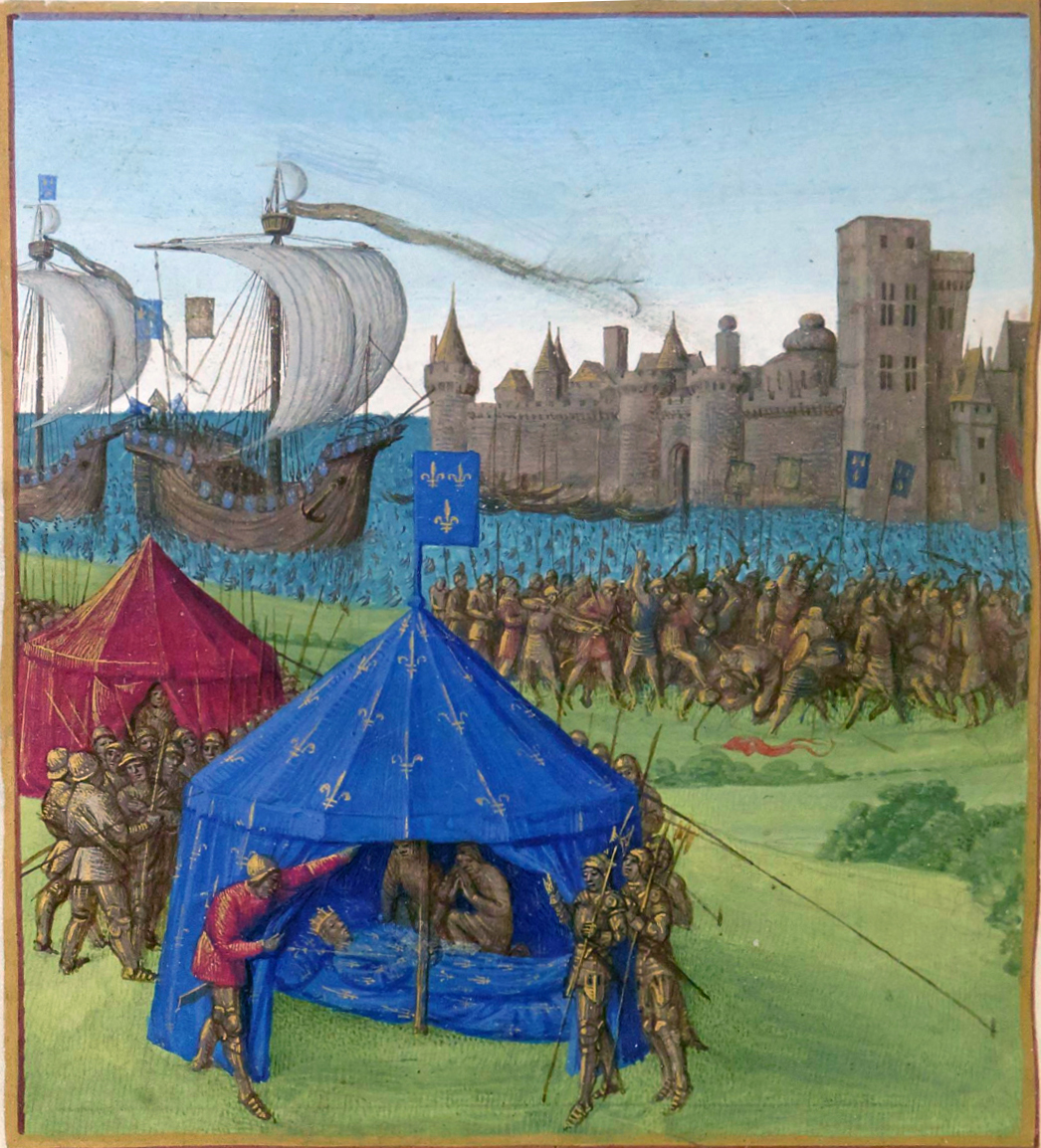
مرگ سن لوئی، در ۲۵ اوت ۱۲۷۰، سن لوئی در چادر خود، با تزئینات نمادهای سلطنتی، در نزدیکی تونس می‌میرد. اثر ژان فوکت، "'Grandes Chroniques de France" "(۱۴۵۵–۱۴۶۰)

در پارلمانی که در ۲۴ مارس ۱۲۶۷ در پاریس برگزار شد، لوئی و سه پسرش "صلیب را گرفتند." لوئی با شنیدن گزارش مبلغان، تصمیم گرفت که در تونس فرود بیاید و به برادر کوچکتر خود، شارل کنت آنژو، دستور داد که در آنجا به او ملحق شود. صلیبی‌ها که شاهزاده انگلیسی ادوارد لانگ شانکس در میان آنها بود، در تاریخ ۱۷ ژوئیه ۱۲۷۰ در کارتاژ فرود آمدند، اما مورد حمله و شبیخون سپاهیان حفصی قرار گرفتند و علاوه بر این، بیماری نیز در اردوگاه صلیبیان شیوع یافت. بسیاری به دلیل اسهال خونی درگذشتند و در ۲۵ اوت، خود لوئی نهم نیز بر اثر همین بیماری درگذشت.

## آثار
وی به سبب زهد و عدالت میان مردم محبوبیت فوق‌العاده‌ای یافته بود.

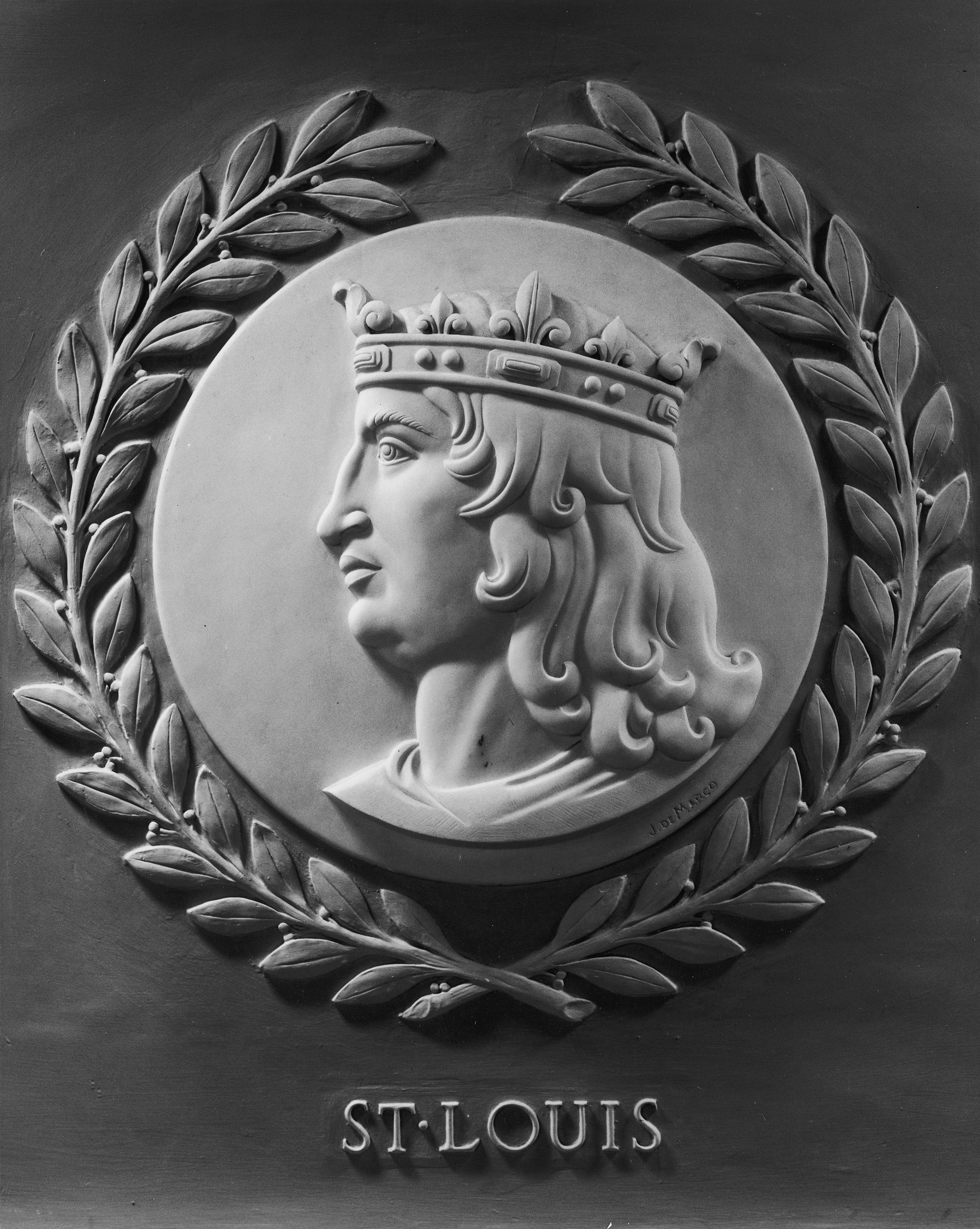
نقش‌برجسته‌ای از لوئی نهم در مجلس نمایندگان ایالات متحده آمریکا برای گرامیداشت یاد او به عنوان یکی از ۲۳ شخصیت برجستهٔ جهان در امر قانونگذاری در سرتاسر تاریخ.

لوئی نهم دومین پادشاه فرانسه پس از فیلیپ دوم بود که راهی جنگ مقدس شد. وی با تجربه جنگ صلیبی، ربع سده پس از مرگ، تقدیس گردید. نشانی افتخاری نیز در فرانسه بعدها به نام سن لوئی نام‌گذاری شد.